# أنديرس إريكسون سبارمان
أنديرس إريكسون سبارمان (بالسويدية: Anders Sparrman)‏ (27 أغسطس 1748 - 9 أغسطس 1820) هو عالم تاريخ طبيعي سويدي، وكان ضد العبودية.
كان أبوه رجل دين. عندما بلغ أنديرس التاسعة التحق بجامعة أوبسالا وبدأ الدراسات الطبية في الرابعة عشر من عمره، وأصبح أحد تلامذة كارولوس لينيوس النابغين. ذهب في 1765 في رحلة إلى الصين كطبيب للرحلة واكتشف موهبته هناك.
في 1776 عاد إلى السويد، حيث كان قد حصل على الدكتوراه الفخرية في غيابه. وانتخب أيضاً عضواً في الأكاديمية الملكية السويدية للعلوم في 1777. وعين حارس المجموعات التاريخية الطبيعية التابع لأكاديمية العلوم في 1780، أستاذ التاريخ الطبيعي وعلم العقاقير في 1781 ومقيم في Medicum كوليجيوم في عام 1790. في 1787 شارك في بعثة إلى غرب أفريقيا، ولكن هذا لم يكن ناجحا.
نشرت العديد من أعمال سبارمان، وأشهرها هو حسابه من أسفاره في جنوب أفريقيا ومع كوك، الذي نشر باللغة الإنجليزية ورحلة إلى رأس الرجاء الصالح، نحو الدائرة القطبية الجنوبية، وجولة في العالم: ولكن أساسا في بلد Hottentots وCaffres، من عام 1772-1776 (1789). كما نشر عددا من كتالوج المتحف Carlsonianum (1786-1789)، والتي وصفت العديد من العينات كان قد جمعها في جنوب أفريقيا وجنوب المحيط الهادي، التي كان بعضها جديدا على العلم. وقال أنه نشر لعلم الطيور في السويد في 1806.